# Приуральське
Приура́льське (каз. Приурал) — село у складі Карабалицького району Костанайської області Казахстану. Входить до складу Станціонного сільського округу.
Населення — 185 осіб (2021; 250 у 2009, 390 у 1999, 360 у 1989).
У радянські часи село називалось селище Голощокино.